# Drake Powell
Drake Edward Powell (Durham, Carolina del Norte, 8 de septiembre de 2005) es un baloncestista estadounidense que pertenece a la plantilla de los Brooklyn Nets de la NBA. Con 1,98 metros de estatura, juega indistintamente en las posiciones de escolta o alero. 

## Trayectoria deportiva

### Primeros años
Creció en Pittsboro, Carolina del Norte, y asistió a la escuela secundaria Northwood. Promedió 18,6 puntos, siete rebotes y 3,9 asistencias por partido en su penúltimo año. Durante su último año, promedió 17,7 puntos, 7,9 rebotes y 4,5 asistencias por partido, además de 2,2 robos y 1,2 tapones. Fue seleccionado para jugar en el McDonald's All-American Game de 2024.

### Universidad
Jugó una temporada con los Tar Heels de la Universidad de Carolina del Norte en Chapel Hill, en la que promedió 7,4 puntos, 3,4 rebotes y 1,1 asistencias por partido. Al término de la temporada se declaró elegible para el Draft de la NBA, renunciando al resto de su elegibilidad universitaria.

#### Estadísticas
| Año     | Equipo         | PJ | PT | MPP  | %TC  | %3P  | %TL  | RPP | APP | ROB | TPP | PPP |
| ------- | -------------- | -- | -- | ---- | ---- | ---- | ---- | --- | --- | --- | --- | --- |
| 2024–25 | North Carolina | 37 | 24 | 25.6 | .483 | .379 | .648 | 3.4 | 1.1 | .7  | .7  | 7.4 |

### Profesional
Fue elegido en la vigesimosegunda posición del Draft de la NBA de 2025 por los Atlanta Hawks, pero poco más tarde sus derechos fueron traspasados a los Brooklyn Nets en un acuerdo a tres bandas.